# Министерство охраны окружающей среды Словацкой Республики

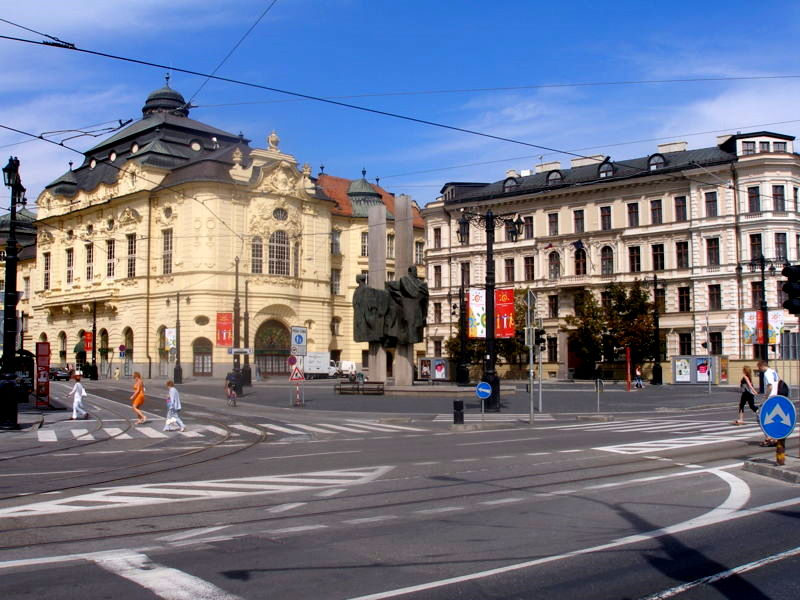
Редута (слева) и здание Министерства охраны окружающей среды (справа).

Министерство охраны окружающей среды Словацкой Республики (словацк. Ministerstvo životného prostredia Slovenskej republiky) - центральный орган государственного управления Словакии в вопросах развития и охраны окружающей среды. Размещается в здании Дворца Лафранкони на углу Площади Людовита Штура и Набережной Ваянского (Братислава).
Министерство было учреждено законом №96/1990 Свода законов и изначально называлось Словацкая комиссия по охране окружающей среды. Согласно закону №453/1992 Свода законов получило своё нынешнее название.

## Сфера деятельности Министерства
- охрана природы и ландшафта,
- управление водными ресурсами, защита от паводков, защита качества и количества водных ресурсов и их рациональное использование, рыболовство за исключением аквакультуры и морской рыбалки,
- охрана атмосферного воздуха, озонового слоя и климатической системы Земли,
- экологические аспекты территориального планирования
- управление отходами,
- анализ воздействий на окружающую среду,
- обеспечение единой информационной системы окружающей среды и мониторинга,
- геологические изыскания и исследования,
- защита и регулирование торговли исчезающих видов свободно живущих животных и дикорастущих растений,
- генетически модифицированные организмы.

## Министр окружающей среды
Министерством охраны окружающей среды управляет и несёт ответственность за его деятельность министр окружающей среды, назначаемый президентом Словацкой Республики по ходатайству Председателя Правительства Словакии.
С 25 октября 2023 года пост министра охраны окружающей среды занимает Томаш Тараба.

## Государственный секретарь Министерства окружающей среды
Министра окружающей среды во время его отсутствия замещает (в рамках его прав и обязанностей) государственный секретарь. Министр может и в других случаях разрешить госсекретарю представлять себя в рамках своих прав и обязанностей. При представлении министра на заседаниях правительства госсекретарь имеет совещательный голос. Государственного секретаря назначает и освобождает от обязанностей правительство по ходатайству министра окружающей среды.
Нынешний государственный секретарь Министерства охраны окружающей среды Словакии: Бранислав Цимерман.

## История
Министерство охраны окружающей среды было к 1 июля 2010 года реорганизовано согласно закону №37/2010 Свода законов, о внесении изменений и дополнений в закон №575/2001 Свода законов об организации деятельности правительства и организации центрального государственного управления в более поздней редакции. Полномочия Министерства были переданы Министерству сельского хозяйства, окружающей среды и регионального развития Словацкой Республики, название которого при этом было изменено. Реорганизация/слияние Министерства должны были произойти в результате экономии государственных расходов правительством Роберта Фицо.
Правительство Иветы Радичовой 21 июля 2010 года приняло решение о возобновлении деятельности Министерства. Министерство охраны окружающей среды Словацкой Республики было заново учреждено 1 ноября 2010 года согласно закону №372/2010 Свода законов.

## Внешние ресурсы
- Официальный сайт Министерства охраны окружающей среды